# Liste des routes d'État dans l'État de Washington

L'État de Washington compte plus de 7 000 miles (11 000 km) de routes d'État entretenues par le Washington State Department of Transportation (WSDOT). 

## Liste des routes d'État
| Numéro       | Longueur (mi) | Longueur (km) | Terminus sud / ouest                                      | Terminus nord / est                                        | Créée    | Notes                                                           |
| ------------ | ------------- | ------------- | --------------------------------------------------------- | ---------------------------------------------------------- | -------- | --------------------------------------------------------------- |
| SR 3         | 59,81         | 96,25         | US 101 à Shelton                                          | SR 104 près de Port Gamble                                 | 1964     |                                                                 |
| SR 4         | 62,27         | 100,21        | US 101 à Johnston's Landing                               | I-5 à Kelso                                                | 1964     |                                                                 |
| SR 6         | 51,37         | 82,67         | US 101 à Raymond                                          | I-5 à Chehalis                                             | 1964     |                                                                 |
| SR 7         | 58,26         | 93,76         | US 12 à Morton                                            | I-5 / I-705 à Tacoma                                       | 1964     |                                                                 |
| SR 8         | 20,67         | 33,27         | US 12 à Elma                                              | US 101 près d'Olympia                                      | 1967     |                                                                 |
| SR 9         | 97,35         | 156,67        | SR 522 près de Woodinville                                | BC 11 à la frontière canadienne à Sumas                    | 1964     |                                                                 |
| SR 10        | 16,16         | 26,01         | SR 970 à Teanaway                                         | US 97 près d'Ellensburg                                    | 1970     |                                                                 |
| SR 11        | 21,30         | 34,28         | I-5 à Burlington                                          | I-5 à Bellingham                                           | 1964     |                                                                 |
| SR 14        | 180,66        | 290,74        | I-5 à Vancouver                                           | I-82 / US 395 près de Plymouth                             | 1967     |                                                                 |
| SR 16        | 27,16         | 43,71         | SR 3 à Gorst                                              | I-5 à Tacoma                                               | 1964     |                                                                 |
| SR 17        | 136,67        | 219,95        | US 395 à Mesa                                             | US 97 près de Brewster                                     | 1964     |                                                                 |
| SR 18        | 28,41         | 45,72         | SR 99 à Federal Way                                       | I-90 près de North Bend                                    | 1964     |                                                                 |
| SR 19        | 14,09         | 22,68         | SR 104 près Port Ludlow                                   | SR 20 près de Port Townsend                                | 1991     |                                                                 |
| SR 20        | 436,13        | 701,88        | US 101 à Discovery Bay                                    | US 2 à Newport                                             | 1964     | Plus longue route d'état de l'État de Washington                |
| SR 21        | 191,29        | 307,85        | SR 260 à Kahlotus                                         | BC 41 à la frontière canadienne à Danville                 | 1964     |                                                                 |
| SR 22        | 35,84         | 57,68         | I-82 / US 12 près de Zillah                               | I-82 / US 12 à Prosser                                     | 1964     |                                                                 |
| SR 23        | 66,00         | 106,22        | US 195 près de Steptoe                                    | SR 28 à Harrington                                         | 1964     |                                                                 |
| SR 24        | 79,23         | 127,51        | I-82 / US 12 / US 97 à Yakima                             | SR 26 à Othello                                            | 1964     |                                                                 |
| SR 25        | 121,17        | 195,00        | US 2 à Davenport                                          | BC 22 à la frontière canadienne près de Northport          | 1964     |                                                                 |
| SR 26        | 133,61        | 215,02        | I-90 près de Vantage                                      | US 195 à Colfax                                            | 1964     |                                                                 |
| SR 27        | 90,00         | 144,84        | US 195 près de Pullman                                    | SR 290 à Spokane Valley                                    | 1964     |                                                                 |
| SR 28        | 135,25        | 217,66        | US 2 / US 97 à East Wenatchee                             | US 2 à Davenport                                           | 1964     |                                                                 |
| SR 31        | 26,79         | 43,11         | SR 20 à Tiger                                             | BC 6 à la frontière canadienne près de Metaline            | 1964     |                                                                 |
| SR 35        | 0,47          | 0,75          | OR 35 à la frontière de l'Oregon à White Salmon           | SR 14 à White Salmon                                       | proposée | Hood River Bridge                                               |
| SR 41        | 0,41          | 0,66          | ID 41 à la frontière de l'Idaho à Oldtown, ID             | US 2 à Newport                                             | 1997     | La route marque la frontière entre les états comme State Avenue |
| SR 92        | 9,16          | 14,74         | SR 9 à Lake Stevens                                       | Mountain Loop Highway à Granite Falls                      | 1964     |                                                                 |
| SR 96        | 6,75          | 10,86         | I-5 à Everett                                             | SR 9 près de Cathcart                                      | 1991     |                                                                 |
| SR 99        | 49,13         | 79,07         | I-5 à Fife                                                | I-5 / SR 526 / SR 527 à Everett                            | 1964     |                                                                 |
| SR 100       | 4,68          | 7,53          | US 101 à Ilwaco                                           | SR 100 à Ilwaco                                            | 1991     |                                                                 |
| SR 102       | 2,86          | 4,60          | Centre correctionnel de Washington                        | US 101 près de Shelton                                     | 1984     |                                                                 |
| SR 103       | 19,97         | 32,14         | US 101 à Seaview                                          | Parc d'état de Leadbetter Point                            | 1964     |                                                                 |
| SR 104       | 31,75         | 51,10         | US 101 près de Discovery Bay                              | SR 522 dans le Parc de Lake Forest                         | 1964     |                                                                 |
| SR 105       | 48,57         | 78,17         | US 101 à Raymond                                          | US 101 à Aberdeen                                          | 1964     |                                                                 |
| SR 106       | 20,09         | 32,33         | US 101 à Skokomish                                        | SR 3 près de Belfair                                       | 1964     |                                                                 |
| SR 107       | 7,93          | 12,76         | US 101 près de Cosmopolis                                 | US 12 à Montesano                                          | 1964     |                                                                 |
| SR 108       | 11,96         | 19,25         | SR 8 à McCleary                                           | US 101 à Kamilche                                          | 1964     |                                                                 |
| SR 109       | 40,50         | 65,18         | US 101 à Hoquiam                                          | Quinault Street à Taholah                                  | 1964     |                                                                 |
| SR 110       | 11,10         | 17,86         | La Push                                                   | US 101 à Forks                                             | 1991     |                                                                 |
| SR 112       | 61,31         | 98,67         | Réserve indienne Makah près de Neah Bay                   | US 101 près de Port Angeles                                | 1964     |                                                                 |
| SR 113       | 9,98          | 16,06         | US 101 à Sappho                                           | SR 112 près de Clallam Bay                                 | 1991     |                                                                 |
| SR 115       | 2,28          | 3,67          | Point Brown Avenue à Ocean Shores                         | SR 109 à Hogans Corner                                     | 1973     |                                                                 |
| SR 116       | 9,83          | 15,82         | SR 19 à Irondale                                          | Parc d'état de Fort Flagler                                | 1991     |                                                                 |
| SR 117       | 1,40          | 2,25          | US 101 à Port Angeles                                     | Marine Drive à Port Angeles                                | 1991     |                                                                 |
| SR 119       | 10,93         | 17,59         | US 101 à Hoodsport                                        | FH 24 près de Lake Cushman                                 | 1991     |                                                                 |
| SR 121       | 7,67          | 12,34         | I-5 près de Maytown                                       | I-5 près de Tumwater                                       | 1967     |                                                                 |
| SR 122       | 7,88          | 12,68         | US 12 à Silver Creek                                      | US 12 à Mossyrock                                          | 1991     |                                                                 |
| SR 123       | 16,36         | 26,33         | US 12 près de Packwood                                    | SR 410 près du Mont Rainier                                | 1967     |                                                                 |
| SR 124       | 44,72         | 71,97         | US 12 à Burbank                                           | US 12 à Waitsburg                                          | 1964     |                                                                 |
| SR 125       | 23,65         | 38,06         | OR 11 à la frontière de l'Oregon près de Walla Walla      | SR 124 près de Prescott                                    | 1964     |                                                                 |
| SR 127       | 27,05         | 43,53         | US 12 près de Pomeroy                                     | SR 26 à Dusty                                              | 1970     |                                                                 |
| SR 128       | 2,24          | 3,60          | US 12 à Clarkston                                         | ID 128 à la frontière de l'Idaho près de Clarkston         | 1964     |                                                                 |
| SR 129       | 42,55         | 68,48         | OR 3 à la frontière de l'Oregon près d'Anatone            | US 12 à Clarkston                                          | 1964     |                                                                 |
| SR 131       | 2,07          | 3,33          | FR 25 près de Randle                                      | US 12 in Randle                                            | 1991     |                                                                 |
| SR 141       | 29,25         | 47,07         | SR 14 à Bingen                                            | FR 24 près de Trout Lake                                   | 1967     |                                                                 |
| SR 142       | 35,24         | 56,71         | SR 14 à Lyle                                              | US 97 à Goldendale                                         | 1967     |                                                                 |
| SR 150       | 11,76         | 18,93         | Wapato Point Parkway à Manson                             | US 97 près de Chelan Falls                                 | 1964     |                                                                 |
| SR 153       | 30,78         | 49,54         | US 97 près de Pateros                                     | SR 20 près de Twisp                                        | 1964     |                                                                 |
| SR 155       | 78,35         | 126,09        | US 2 près de Coulee City                                  | US 97 / SR 20 à Omak                                       | 1964     |                                                                 |
| SR 160       | 7,47          | 12,02         | SR 16 à Port Orchard                                      | Quai de traversier Fauntleroy à Seattle                    | 1964     |                                                                 |
| SR 161       | 36,25         | 58,34         | SR 7 près d'Eatonville                                    | SR 18 à Federal Way                                        | 1964     |                                                                 |
| SR 162       | 17,37         | 27,95         | SR 410 à Sumner                                           | SR 165 près de Buckley                                     | 1964     |                                                                 |
| SR 163       | 3,37          | 5,42          | SR 16 à Tacoma                                            | Quai de traversier Tahlequah à Vashon                      | 1991     |                                                                 |
| SR 164       | 14,82         | 23,85         | SR 18 à Auburn                                            | SR 410 à Enumclaw                                          | 1969     |                                                                 |
| SR 165       | 21,18         | 34,09         | Mowich Lake Road près de Mowich Lake                      | SR 410 à Buckley                                           | 1964     |                                                                 |
| SR 166       | 5,13          | 8,26          | SR 16 près de Port Orchard                                | Whitter Avenue à Port Orchard                              | 1993     |                                                                 |
| SR 167       | 28,60         | 46,03         | I-5 à Tacoma                                              | SR 900 à Renton                                            | 1964     |                                                                 |
| SR 168       | —             | —             | SR 410 près de Greenwater                                 | SR 410 près de Cliffdell                                   | proposée | Proposée depuis les années 1930, jamais construite              |
| SR 169       | 25,26         | 40,65         | SR 164 à Enumclaw                                         | SR 900 à Renton                                            | 1964     |                                                                 |
| SR 170       | 3,66          | 5,89          | SR 17 près de Warden                                      | South Main Street à Warden                                 | 1970     |                                                                 |
| SR 171       | 3,79          | 6,10          | I-90 à Moses Lake                                         | SR 17 à Moses Lake                                         | 1964     |                                                                 |
| SR 172       | 35,01         | 56,34         | US 2 à Farmer                                             | SR 17 près de Mansfield                                    | 1964     |                                                                 |
| SR 173       | 11,86         | 19,09         | SR 17 à Bridgeport                                        | US 97 à Brewster                                           | 1964     |                                                                 |
| SR 174       | 40,66         | 65,44         | SR 17 à Leahy                                             | SR 21 près de Wilbur                                       | 1964     |                                                                 |
| SR 181       | 6,05          | 9,74          | SR 516 à Kent                                             | I-405 à Tukwila                                            | 1964     |                                                                 |
| SR 193       | 2,58          | 4,15          | SR 128 près de Clarkston                                  | Wawawai Road près de Clarkston                             | 1964     |                                                                 |
| SR 194       | 21,01         | 33,81         | Almota Road à Almota                                      | US 195 près de Pullman                                     | 1991     |                                                                 |
| SR 202       | 30,58         | 49,21         | SR 522 à Woodinville                                      | I-90 à North Bend                                          | 1970     |                                                                 |
| SR 203       | 24,26         | 39,04         | SR 202 à Fall City                                        | US 2 à Monroe                                              | 1970     |                                                                 |
| SR 204       | 2,38          | 3,83          | US 2 près d'Everett                                       | SR 9 à Lake Stevens                                        | 1964     |                                                                 |
| SR 206       | 15,30         | 24,62         | US 2 près de Mead                                         | Parc d'état de Mount Spokane                               | 1964     |                                                                 |
| SR 207       | 4,38          | 7,05          | US 2 à Coles Corner                                       | Parc d'état de Lake Wenatchee                              | 1964     |                                                                 |
| SR 211       | 15,18         | 24,43         | US 2 près de Diamond Lake                                 | SR 20 à Usk                                                | 1975     |                                                                 |
| SR 213       | 0,35          | 0,56          | US 97 près de Malott                                      | First Avenue à Malott                                      | 2008     |                                                                 |
| SR 215       | 6,24          | 10,04         | SR 20 à Okanogan                                          | US 97 / SR 20 à Omak                                       | 1973     |                                                                 |
| SR 221       | 25,95         | 41,76         | SR 14 à Paterson                                          | SR 22 à Prosser                                            | 1964     |                                                                 |
| SR 223       | 3,80          | 6,12          | SR 22 près de Toppenish                                   | I-82 / US 12 à Granger                                     | 1967     |                                                                 |
| SR 224       | 10,15         | 16,33         | I-82 / US 12 à Benton City                                | SR 240 à Richland                                          | 1965     |                                                                 |
| SR 225       | 11,33         | 18,23         | SR 224 à Kiona                                            | SR 240 à Horn Rapids Dam                                   | 1991     |                                                                 |
| SR 230       | —             | —             | I-90 / US 395 à Ritzville                                 | SR 23 à Ewan                                               | proposée |                                                                 |
| SR 231       | 74,97         | 120,65        | SR 23 près de Sprague                                     | US 395 près de Chewelah                                    | 1964     |                                                                 |
| SR 240       | 41,31         | 66,48         | SR 24 près de la réserve indienne de Hanford              | US 395 à Kennewick                                         | 1964     |                                                                 |
| SR 241       | 25,18         | 40,52         | SR 22 à Mabton                                            | SR 24 près de la réserve indienne de Hanford               | 1967     |                                                                 |
| SR 243       | 28,23         | 45,43         | SR 24 près de Desert Aire                                 | SR 26 près de Vantage                                      | 1964     |                                                                 |
| SR 260       | 37,98         | 61,12         | SR 17 près de Connell                                     | SR 26 / SR 261 à Washtucna                                 | 1964     |                                                                 |
| SR 261       | 62,71         | 100,92        | US 12 près de Starbuck                                    | I-90 / US 395 à Ritzville                                  | 1964     |                                                                 |
| SR 262       | 24,22         | 38,98         | SR 26 près d'Othello                                      | SR 17 près de Warden                                       | 1991     |                                                                 |
| SR 263       | 9,24          | 14,87         | Port de Windust                                           | SR 260 à Kahlotus                                          | 1991     |                                                                 |
| SR 270       | 9,89          | 15,92         | US 195 à Pullman                                          | ID 8 à la frontière de l'Idaho près de Pullman             | 1964     |                                                                 |
| SR 271       | 8,48          | 13,65         | SR 27 près d'Oakesdale                                    | US 195 à Rosalia                                           | 1964     |                                                                 |
| SR 272       | 19,22         | 30,93         | US 195 à Colfax                                           | ID 6 à la frontière de l'Idaho près de Palouse             | 1964     |                                                                 |
| SR 274       | 1,92          | 3,09          | SR 27 à Tekoa (Washington)                                | ID 60 à la frontière de l'Idaho près de Tekoa              | 1964     |                                                                 |
| SR 278       | 5,50          | 8,85          | SR 27 à Rockford                                          | ID 58 à la frontière de l'Idaho près de Rockford           | 1991     |                                                                 |
| SR 281       | 10,55         | 16,98         | I-90 près de George                                       | SR 28 à Quincy                                             | 1964     |                                                                 |
| SR 282       | 4,92          | 7,92          | SR 28 à Ephrata                                           | SR 17 près d'Ephrata                                       | 1964     |                                                                 |
| SR 283       | 14,86         | 23,91         | SR 281 Spur près de George                                | SR 28 près d'Ephrata                                       | 1964     |                                                                 |
| SR 285       | 5,04          | 8,11          | SR 28 à East Wenatchee                                    | US 2 / US 97 à Sunnyslope                                  | 1977     |                                                                 |
| SR 290       | 18,31         | 29,47         | I-90 à Spokane                                            | ID 53 à la frontière de l'Idaho à Otis Orchards-East Farms | 1964     |                                                                 |
| SR 291       | 33,09         | 53,25         | US 2 / US 395 à Spokane                                   | SR 231 près de Ford                                        | 1964     |                                                                 |
| SR 292       | 5,91          | 9,51          | SR 231 à Springdale                                       | US 395 à Loon Lake                                         | 1964     |                                                                 |
| SR 300       | 3,35          | 5,39          | Parc d'état de Belfair                                    | SR 3 à Belfair                                             | 1964     |                                                                 |
| SR 302       | 16,87         | 27,15         | SR 3 à Allyn                                              | SR 16 à Gig Harbor                                         | 1964     |                                                                 |
| SR 303       | 9,27          | 14,92         | SR 304 à Bremerton                                        | SR 3 à Silverdale                                          | 1964     |                                                                 |
| SR 304       | 9,27          | 14,92         | SR 3 à Navy Yard City                                     | Quai de traversier Colman Dock à Seattle                   | 1964     |                                                                 |
| SR 305       | 13,50         | 21,73         | Quai de traversier Colman Dock à Seattle                  | SR 3 à Poulsbo                                             | 1964     |                                                                 |
| SR 307       | 5,25          | 8,45          | SR 305 à Poulsbo                                          | SR 104 près de Kingston                                    | 1991     |                                                                 |
| SR 308       | 3,42          | 5,50          | SR 3 à Bangor                                             | Naval Undersea Warfare Center à Keyport                    | 1971     |                                                                 |
| SR 310       | 1,84          | 2,96          | SR 3 à Bremerton                                          | SR 304 à Bremerton                                         | 1991     |                                                                 |
| SR 339       | —             | —             | Quai de traversier Vashon                                 | Quai de traversier Colman Dock à Seattle                   | 1994     | Traversier pour passagers uniquement                            |
| SR 397       | 22,31         | 35,90         | I-82 / US 395 près de Finley                              | I-182 / US 12 / US 395 à Pasco                             | 1991     |                                                                 |
| SR 401       | 12,13         | 19,52         | US 101 à Megler                                           | SR 4 à Naselle                                             | 1964     |                                                                 |
| SR 409       | 3,84          | 6,18          | Quai de traversier du comté de Wahkiakum sur Puget Island | SR 4 à Cathlamet                                           | 1964     |                                                                 |
| SR 410       | 107,44        | 172,91        | SR 167 à Sumner                                           | US 12 à Naches                                             | 1967     |                                                                 |
| SR 411       | 13,48         | 21,69         | SR 432 à Longview                                         | I-5 / SR 504 à Castle Rock                                 | 1964     |                                                                 |
| SR 432       | 10,32         | 16,61         | SR 4 à West Longview                                      | I-5 à Kelso                                                | 1967     |                                                                 |
| SR 433       | 0,94          | 1,51          | Lewis and Clark Bridge                                    | SR 432 à Longview                                          | 1967     |                                                                 |
| SR 500       | 22,64         | 36,44         | I-5 à Vancouver                                           | SR 14 à Camas                                              | 1964     |                                                                 |
| SR 501       | 12,70         | 20,44         | I-5 à Vancouver                                           | I-5 à Ridgefield                                           | 1964     | Divisée en deux sections                                        |
| SR 502       | 6,12          | 9,85          | I-5 près de Mount Vista                                   | SR 503 à Battle Ground                                     | 1964     |                                                                 |
| SR 503       | 54,11         | 87,08         | SR 500 à Orchards                                         | I-5 à Woodland                                             | 1964     |                                                                 |
| SR 504       | 51,76         | 83,30         | I-5 / SR 411 à Castle Rock                                | Mount St. Helens National Volcanic Monument                | 1964     |                                                                 |
| SR 505       | 19,29         | 31,04         | Kerron Street à Winlock                                   | SR 504 près de Toutle                                      | 1964     |                                                                 |
| SR 506       | 11,53         | 18,56         | 2nd Street à Ryderwood                                    | I-5 près de Toledo                                         | 1964     |                                                                 |
| SR 507       | 43,88         | 70,62         | I-5 / US 12 à Centralia                                   | SR 7 à Spanaway                                            | 1964     |                                                                 |
| SR 508       | 32,84         | 52,85         | I-5 / US 12 à Napavine                                    | SR 7 à Morton                                              | 1964     |                                                                 |
| SR 509       | 35,17         | 56,60         | I-705 à Tacoma                                            | SR 99 à Seattle                                            | 1964     |                                                                 |
| SR 510       | 13,10         | 21,08         | SR 507 à Yelm                                             | I-5 à Lacey                                                | 1964     |                                                                 |
| SR 512       | 12,06         | 19,41         | I-5 à Lakewood                                            | SR 161 / SR 167 à Puyallup                                 | 1964     |                                                                 |
| SR 513       | 3,35          | 5,39          | SR 520 à Seattle                                          | Magnuson Park à Seattle                                    | 1964     |                                                                 |
| SR 515       | 7,86          | 12,65         | SR 516 à Kent                                             | SR 900 à Renton                                            | 1964     |                                                                 |
| SR 516       | 16,49         | 26,54         | SR 509 à Des Moines                                       | SR 169 à Maple Valley                                      | 1964     |                                                                 |
| SR 518       | 3,42          | 5,50          | SR 509 à Burien                                           | I-5 / I-405 à Tukwila                                      | 1964     |                                                                 |
| SR 519       | 1,14          | 1,83          | I-90 à Seattle                                            | Quai de traversier Colman Dock à Seattle                   | 1991     |                                                                 |
| SR 520       | 12,82         | 20,63         | I-5 à Seattle                                             | SR 202 à Redmond                                           | 1964     |                                                                 |
| SR 522       | 24,64         | 39,65         | I-5 à Seattle                                             | US 2 à Monroe                                              | 1964     |                                                                 |
| SR 523       | 2,45          | 3,94          | SR 99 aux limites entre Seattle et Shoreline              | SR 522 aux limites entre Lake Forest Park et Shoreline     | 1991     |                                                                 |
| SR 524       | 14,68         | 23,63         | SR 104 à Edmonds                                          | SR 522 à Maltby                                            | 1964     |                                                                 |
| SR 525       | 30,68         | 49,37         | I-5 / I-405 à Lynnwood                                    | SR 20 près de Coupeville                                   | 1964     |                                                                 |
| SR 526       | 4,52          | 7,27          | SR 525 à Mukilteo                                         | I-5 / SR 99 / SR 527 à Everett                             | 1964     |                                                                 |
| SR 527       | 9,29          | 14,95         | I-405 à Bothell                                           | I-5 / SR 99 / SR 526 à Everett                             | 1964     |                                                                 |
| SR 528       | 3,46          | 5,57          | I-5 à Marysville                                          | SR 9 à Marysville                                          | 1964     |                                                                 |
| SR 529       | 7,88          | 12,68         | I-5 à Everett                                             | SR 528 à Marysville                                        | 1971     |                                                                 |
| SR 530       | 50,45         | 81,19         | I-5 près d'Arlington                                      | SR 20 à Rockport                                           | 1964     |                                                                 |
| SR 531       | 9,88          | 15,90         | Wenberg County Park près de Lake Goodwin                  | SR 9 à Arlington                                           | 1991     |                                                                 |
| SR 532       | 10,09         | 16,24         | Sunrise Boulevard sur Camano Island                       | I-5 près de Stanwood                                       | 1964     |                                                                 |
| SR 534       | 5,08          | 8,18          | I-5 à Conway                                              | SR 9 à Lake McMurray                                       | 1964     |                                                                 |
| SR 536       | 5,38          | 8,66          | SR 20 près de Mount Vernon                                | I-5 à Mount Vernon                                         | 1964     |                                                                 |
| SR 538       | 3,61          | 5,81          | I-5 à Mount Vernon                                        | SR 9 près de Big Lake                                      | 1964     |                                                                 |
| SR 539       | 15,18         | 24,43         | I-5 à Bellingham                                          | BC 13 à la frontière canadienne près de Lynden             | 1964     |                                                                 |
| SR 542       | 57,29         | 92,20         | I-5 à Bellingham                                          | Mount Baker Ski Area                                       | 1964     |                                                                 |
| SR 543       | 1,09          | 1,75          | I-5 à Blaine                                              | BC 15 à la frontière canadienne à Blaine                   | 1964     |                                                                 |
| SR 544       | 8,94          | 14,39         | SR 539 près de Lynden                                     | SR 9 à Nooksack                                            | 1964     |                                                                 |
| SR 546       | 8,02          | 12,91         | SR 539 près de Lynden                                     | SR 9 près de Sumas                                         | 1964     |                                                                 |
| SR 547       | 10,72         | 17,25         | SR 542 à Kendall                                          | SR 9 à Sumas                                               | 1984     |                                                                 |
| SR 548       | 13,85         | 22,29         | I-5 près de Ferndale                                      | I-5 à Blaine                                               | 1991     |                                                                 |
| SR 599       | 1,75          | 2,82          | I-5 à Tukwila                                             | SR 99 à Tukwila                                            | 1971     |                                                                 |
| SR 702       | 9,32          | 15,00         | SR 507 à McKenna                                          | SR 7 près d'Eatonville                                     | 1964     |                                                                 |
| SR 704       | 0,63          | 1,01          | Spanaway Loop Road à Spanaway                             | SR 7 à Spanaway                                            | 2002     |                                                                 |
| SR 706       | 13,64         | 21,95         | SR 7 à Elbe                                               | Longmire dans le Parc national du Mont Rainier             | 1964     |                                                                 |
| SR 821       | 25,21         | 40,57         | I-82 / US 97 à Selah                                      | I-82 / US 97 près d'Ellensburg                             | 1973     |                                                                 |
| SR 823       | 5,56          | 8,95          | I-82 / US 97 à Selah                                      | SR 821 à Selah                                             | 1984     |                                                                 |
| SR 900       | 16,20         | 26,07         | I-5 à Tukwila                                             | I-90 à Issaquah                                            | 1964     |                                                                 |
| SR 902       | 12,36         | 19,89         | I-90 / US 395 près de Medical Lake                        | I-90 / US 395 près de Medical Lake                         | 1964     |                                                                 |
| SR 903       | 10,06         | 16,19         | SR 970 près de Cle Elum                                   | Forêt nationale de Wenatchee près du Lac Cle Elum          | 1964     |                                                                 |
| SR 904       | 16,96         | 27,29         | I-90 / US 395 à Tyler                                     | I-90 / US 395 à Four Lakes                                 | 1964     |                                                                 |
| SR 906       | 2,65          | 4,26          | I-90 au Col Snoqualmie                                    | I-90 à Hyak                                                | 1967     |                                                                 |
| SR 970       | 10,31         | 16,59         | I-90 à Cle Elum                                           | US 97 à Virden                                             | 1975     |                                                                 |
| SR 971       | 15,02         | 24,17         | US 97 Alt. près d'Entiat                                  | US 97 Alt. près de Chelan                                  | 1991     |                                                                 |
| - Non-ouvert |               |               |                                                           |                                                            |          |                                                                 |